# Primer ministro de Mauritania
El primer ministro de Mauritania es el jefe de gobierno de la República Islámica de Mauritania.

## Historia
La primera constitución de Mauritania, sancionada en 1961, fortalecía el poder presidencial al combinarlo con la función de primer ministro, al tiempo que subordinaba a la Asamblea Nacional. Como primer ministro, el presidente participó en procesos legislativos que de otro modo residirían en el dominio de la Asamblea Nacional.
Tras el golpe de Estado de agosto de 2008, el Alto Consejo de Estado (junta militar) emitió un decreto de reforma constitucional destinado a establecer las estructuras de gobierno del país e iniciar los mecanismos electorales. En dicho decreto, se estableció que el primer ministro y los ministros cesan por orden del Presidente del Alto Consejo de Estado, ante quien responden de su actuación.
Según establece la constitución actual (aprobada en 1991 y reformada posteriormente), el presidente nombra y destituye al primer ministro, quien se encarga de definir, bajo la autoridad del presidencial, la política del Gobierno. A más tardar un mes después de su nombramiento, el primer ministro debe presentar su programa ante la Asamblea Nacional, comprometiendo su cumplimiento al gobierno. Entre sus atribuciones, el primer ministro asigna las tareas entre los ministros, y dirige y coordina la acción del gobierno, siendo responsable de ello ante el presidente. El presidente puede delegarle parte o todo su poder reglamentario.

## Lista
| N.º                                                     | Primer Ministro                      | Imagen | Período                 | Período                 | Partido               | Jefe de Estado       |
| N.º                                                     | Primer Ministro                      | Imagen | Inicio                  | Final                   | Partido               | Jefe de Estado       |
| ------------------------------------------------------- | ------------------------------------ | ------ | ----------------------- | ----------------------- | --------------------- | -------------------- |
| 1                                                       | Moktar Ould Daddah                   |        | 28 de noviembre de 1960 | 20 de agosto de 1961    | PRM / PPM             | Él mismo             |
| Cargo abolido (20 de agosto de 1961–6 de abril de 1979) |                                      |        |                         |                         |                       |                      |
| 2                                                       | Ahmed Ould Bouceif                   |        | 6 de abril de 1979      | 27 de mayo de 1979      | Militar               | Salek                |
| –                                                       | Ahmed Salim Ould Sidi                |        | 28 de mayo de 1979      | 31 de mayo de 1979      | Militar               | Salek                |
| 3                                                       | Mohamed Khouna Ould Haidalla         |        | 31 de mayo de 1979      | 12 de diciembre de 1980 | Militar               | Salek Louly Él mismo |
| 4                                                       | Sid Ahmed Ould Bneijara              |        | 12 de diciembre de 1980 | 25 de abril de 1981     | Independiente         | Haidalla             |
| 5                                                       | Maaouya Ould Sid'Ahmed Taya          |        | 25 de abril de 1981     | 8 de marzo de 1984      | Militar               | Haidalla             |
| (3)                                                     | Mohamed Khouna Ould Haidalla         |        | 8 de marzo de 1984      | 12 de diciembre de 1984 | Militar               | Él mismo             |
| (5)                                                     | Maaouya Ould Sid'Ahmed Taya          |        | 12 de diciembre de 1984 | 18 de abril de 1992     | Militar               | Él mismo             |
| 6                                                       | Sidi Mohamed Ould Boubacar           |        | 18 de abril de 1992     | 2 de enero de 1996      | PRDS                  | Taya                 |
| 7                                                       | Cheikh El Avia Ould Mohamed Khouna   |        | 2 de enero de 1996      | 18 de diciembre de 1997 | PRDS                  | Taya                 |
| 8                                                       | Mohamed Lemine Ould Guig             |        | 18 de diciembre de 1997 | 16 de noviembre de 1998 | PRDS                  | Taya                 |
| (7)                                                     | Cheikh El Avia Ould Mohamed Khouna   |        | 16 de noviembre de 1998 | 6 de julio de 2003      | PRDS                  | Taya                 |
| 9                                                       | Sghair Ould M'Bareck                 |        | 6 de julio de 2003      | 7 de agosto de 2005     | PRDS                  | Taya                 |
| (6)                                                     | Sidi Mohamed Ould Boubacar           |        | 7 de agosto de 2005     | 20 de abril de 2007     | PRDS                  | Vall                 |
| 10                                                      | Zeine Ould Zeidane                   |        | 20 de abril de 2007     | 6 de mayo de 2008       | Independiente         | Abdallahi            |
| 11                                                      | Yahya Ould Ahmed El Waghef           |        | 6 de mayo de 2008       | 6 de agosto de 2008     | ADIL                  | Abdallahi            |
| Vacante (6–14 de agosto de 2008)                        |                                      |        |                         |                         |                       |                      |
| 12                                                      | Moulaye Ould Mohamed Laghdaf         |        | 14 de agosto de 2008    | 20 de agosto de 2014    | Independiente         | Aziz Mbaré           |
| 13                                                      | Yahya Ould Hademine                  |        | 20 de agosto de 2014    | 29 de octubre de 2018   | Independiente         | Aziz                 |
| 14                                                      | Mohamed Salem Uld Béchir             |        | 29 de octubre de 2018   | 3 de agosto de 2019     | UPR                   | Aziz Ghazouani       |
| 15                                                      | Ismail Ould Bedde Ould Cheikh Sidiya |        | 3 de agosto de 2019     | 6 de agosto de 2020     | UPR                   | Ghazouani            |
| 16                                                      | Mohammed Ould Bilal                  |        | 6 de agosto de 2020     | 2 de agosto de 2024     | Partido de la equidad | Ghazouani            |
| 17                                                      | Moctar Ould Diay                     |        | 2 de agosto de 2024     | Presente                | Partido de la equidad | Ghazouani            |

Nota
- Primer ministro interino

### Fuente
- World Statesmen – Mauritania

- Datos: Q3179769